# Farjana
Farjana (en árabe: فرخانة‎, idiomas)  bereber español árabe  es un pueblo situado cerca del cabo de Tres Forcas, en el norte de Marruecos. Limita al sur y al este con la ciudad autónoma española de Melilla. Cuenta con una población de 10 994 habitantes, según datos de 2004. La población aumento en los últimos catorce años, rondando ahora por unos 75 921 habitantes. Depende administrativamente de la provincia de Nador, en la región Oriental.
El nombre «Farjana» proviene del árabe y significa «felices», es decir, un pueblo habitado por habitantes que conviven en paz y armonía.
Los habitantes de Farjana viven del comercio. La mayoría de sus habitantes trabajan en la ciudad de Melilla. Y es mencionada en los medios como un lugar donde se suceden los asaltos de inmigrantes subsaharianos a la valla de Melilla.